# 608

## Esdeveniments
- S'erigeix la Columna de Focas, l'ultim afegitó que va rebre el Fòrum Romà, dedicat a l'emperador Flavi Focas.
- Primera celebració documentada de Tots Sants
- S'escriu el poema Beowulf
- Bonifaci IV escollit papa

## Defuncions
- 13 setembre, Alexandria: Eulogi d'Alexandria. Patriarca d'Alexandria